# Лахес (Платон)
Лахес (Лахет, др.-греч. Λάχης) — сократический диалог Платона, посвященный теме мужества. Описанная беседа еще относительно молодого Сократа (ок.45 лет) с афинскими полководцами Лахетом (Лахесом) и Никием, а также известными гражданами Лисимахом и Мелесием и их сыновьями (Фукидидом и Аристидом), состоялась в палестре между 424 и 418 г. до н. э. Сократ определяет в «Лахесе» мужество как «благоразумную твердость» души (192d), часть добродетели, также, как и другие ее части, невозможная без разумности (тем самым «Лахес» перекликается с диалогами «Протагор» и «Менон»).

## Основное содержание диалога

### 1. Ценность военного обучения и образования вообще (178a - 189d).
Лисимах и Мелесий спрашивают, нужно ли военное обучение для их сыновей, Никий отвечает, что да, а Лахет - нет. Они обращаются к Сократу за советом. Сократ спрашивает у них, что является целью, которую они хотят достичь этим обучением. Они отвечают, что это - добродетель мужества. Никий утверждает, что тренировки в доспехах ему способствуют (т.к. они способствуют физической подготовке, дисциплине, храбрости, пониманию военной стратегии и дает преимущество перед неподготовленными противниками), а Лахет - что нет (т.к. этого не практикуют спартанцы, а инструкторы этих тренировок - не образец мужества, что может способствовать глупым и рискованным военным решениям). Сократ говорит, что главный вопрос тут - что значит вообще воспитать характер и кто это может сделать. Никий и Лахет соглашаются, чтобы Сократ в данном вопросе использовал в разговоре с ними свой метод.

### 2. Рассмотрение сущности мужества (190e - 201a)
Сократ предполагает, что, подобно тому, как зрение можно улучшить, придав ему зоркость, также и характер, прибавив к нему добродетель, в частности, мужество. Лахес говорит, что для воина мужество означает удерживать свою позицию, сражаясь. Сократ считает такое определение слишком частным, предлагая найти более широкое. Тогда Лахес утверждает, что мужество - "стойкость души". Однако Сократ критикует это определение, поскольку в битве часто благоразумнее отступить, а благоразумие не может противоречить мужеству, поскольку оно - добродетель, следовательно, мужество не всегда есть стойкость. Лахес сокрушается, что хоть и имеет храбрость, но не может ее достойно определить. Сократ призывает уподобиться в исследовании хорошему охотнику, упорно преследующему  добычу. Они обращаются к Никию, который говорит, что храбрость – знание, чего следует опасаться, а на что следует надеяться как в войне, так и в жизни. Сократ спрашивает, есть ли оно у животных, Никий отрицает это. Сократ подводит к тому, что такое знание означает не только знание будущего добра и зла, но прошлого и настоящего, то такое знание равнозначно добродетели вообще, тогда как мужество – лишь ее часть. Поскольку найденные определения оказываются неудовлетворительными, беседа заходит в тупик, и Сократ призывает продолжать осмыслять этот вопрос, тем самым учась, не только молодых людей, но и всех собеседников. 

## Переводы на русский язык
- Лахес — перевод В.Н.Карпова, 1863.
- Лахес — перевод Вл.С.Соловьёва, М.С.Соловьёва и С.Н.Трубецкого, 1899.
- Лахет - перевод Шейнман, Сесиль Яковлевна, 1986.